# 圆柄铁线蕨
圆柄铁线蕨（学名：Adiantum induratum）为铁线蕨科铁线蕨属下的一个种。